# Nandoe
De nandoe (Rhea americana) is een Zuid-Amerikaanse loopvogel uit de familie Rheidae.

## Leefwijze
Nandoes trekken al gras etend in groepen over open vlaktes, veelal in het gezelschap van andere grazers. Daarnaast eten nandoes ook een verscheidenheid aan dierlijk en plantaardig voedsel. Ze kunnen niet vliegen en vermijden contact met vijanden door weg te rennen.

## Kenmerken
Een nandoe lijkt uiterlijk veel op een struisvogel, maar is beduidend kleiner en lichter. Een volwassen nandoe is ongeveer 90 tot 150 cm lang en 20 kg zwaar. Andere verschillen met een struisvogel zijn dat een nandoe drie tenen heeft in plaats van twee en dat de seksen nauwelijks van elkaar te onderscheiden zijn.
Nandoes hebben hoofdzakelijk bruine, grijze of witte bevedering, met een wit onderlichaam. Mannetjes hebben in de broedtijd een zwarte ring onder aan de hals. In Brazilië worden nandoes gevangen voor de veren.

## Voortplanting
Er is sprake van polygynie (mannetje paart met meer dan een vrouwtje) en polyandrie (vrouwtje paart met meer dan een mannetje).  Het mannetje roept in de paartijd luid om de vrouwtjes te lokken. Tijdens de balts poogt hij met veel vertoon van vleugels indruk te maken. Een enkel mannetje paart met liefst twaalf vrouwtjes. De vrouwtjes leggen elk hun eieren in zijn grondnest. Het mannetje broedt vervolgens de eieren uit, tot wel 60 stuks. Ook brengt het mannetje gedurende circa zes weken de kuikens groot. Mannetjes en vrouwtjes vormen geen blijvende paren.

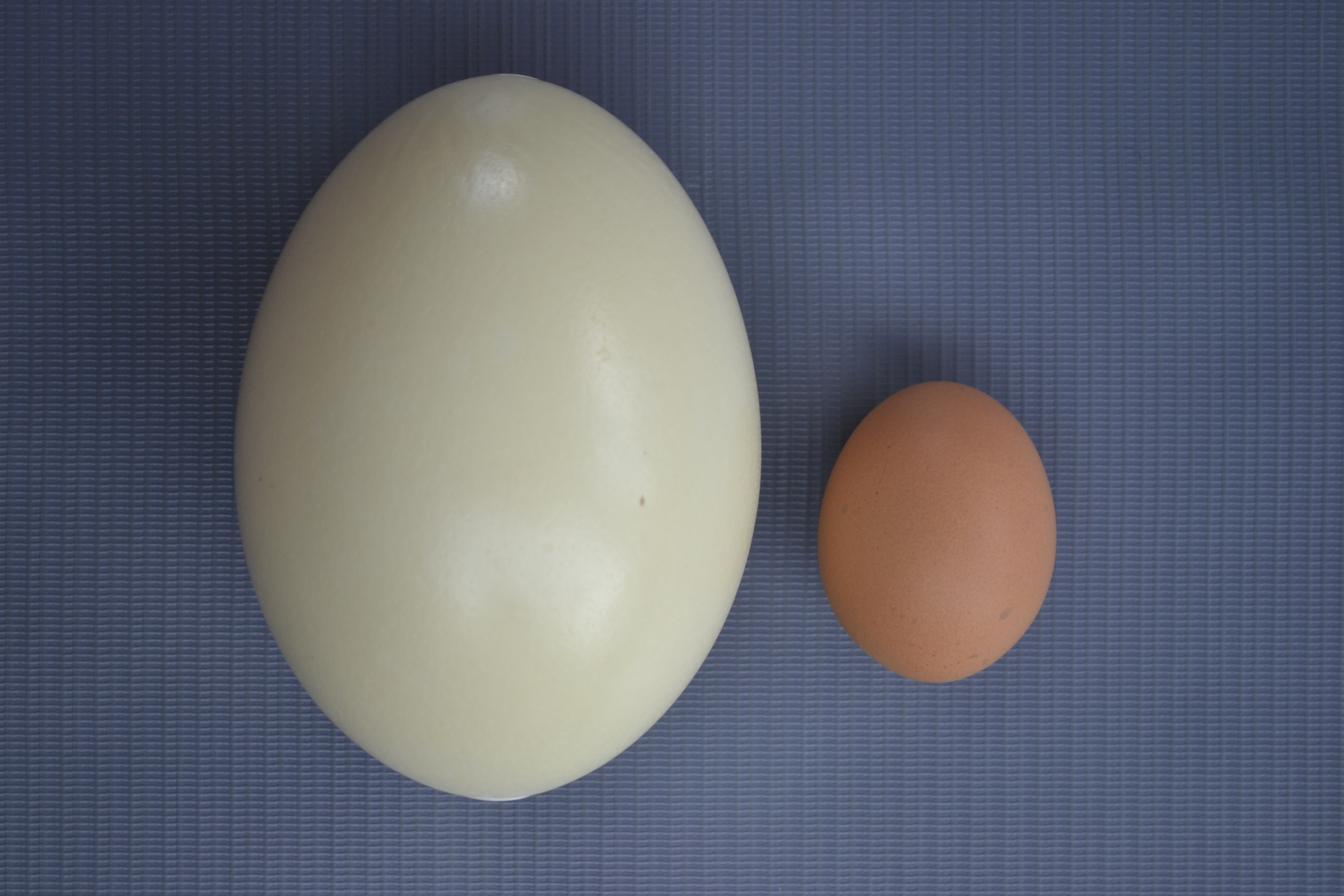
Het ei van de Rhea americana en de kip (rechts)

## Verspreidingsgebied
De nandoe komt oorspronkelijk uit Zuid-Amerika. Het dier leeft daar op de pampa of op de cerrado.
De soort telt vijf ondersoorten:
- R. a. americana: noordelijk en oostelijk Brazilië.
- R. a. intermedia: zuidoostelijk Brazilië en Uruguay.
- R. a. nobilis: oostelijk Paraguay.
- R. a. araneipes: zuidwestelijk Brazilië, oostelijk Bolivia en westelijk Paraguay.
- R. a. albescens: noordoostelijk en oostelijk Argentinië.

## Exoot in Duitsland
De nandoe komt ook in het wild voor in Noord-Duitsland. Als exoot is de nandoe namelijk verwilderd in het Wakenitz-reservaat in Mecklenburg-Voor-Pommeren tussen Schattin (dorp in gemeente Lüdersdorf), Utecht en Rieps. Rond het jaar 2000 ontsnapten daar een aantal dieren uit een houderij met vrije uitloop. In de herfst van 2014 was hun aantal toegenomen tot 144 en hun verspreidingsgebied tot zo'n 100 km². Hun aanwezigheid is controversieel. Boeren klagen dat de dieren de landbouw schade toebrengen: "Ze eten het koolzaad en vertrappen de velden”. De boeren krijgen wel een vergoeding voor schade die is toegebracht door wilde zwijnen maar niet door nandoes, want die staan niet op de zogenaamde Katalog der Wildschadenskasse. De vogels zijn beschermd en mogen niet eens worden weggejaagd. Anderen relativeren de schade, want 40 nandoes eten even veel als één koe. De dieren hebben in Duitsland geen natuurlijke vijanden; hooguit wordt er af en toe een nandoekuiken verschalkt door een vos. Ook worden er een à drie per jaar doodgereden in het verkeer.
In de herfst van 2017 telde de populatie 244 dieren. In dat jaar werd ook besloten om de aanwas met maatregelen te beperken. De nesten werden opgezocht en van de gevonden eieren werd de eischaal aangeboord om het aantal kuikens te beperken. Het is echter onmogelijk alle nesten te vinden.

## Status als wilde vogel in Zuid-Amerika
De grootte van deze wilde populatie is niet gekwantificeerd. Ook daar zijn verwilderde dieren die uit gevangenschap zijn ontsnapt en daardoor schattingen van de werkelijk wilde populatie bemoeilijken. Tot in 1980 werd veel jacht op deze vogels gemaakt en werden de huiden geëxporteerd. Na de eeuwwisseling treedt vooral habitatverlies op door grootschalige omzetting van natuurlijke pampa's en cerrado's tot intensief begraasd weiland voor de veehouderij. Om deze redenen staat deze soort als gevoelig op de Rode Lijst van de IUCN.